# Camera a flash
Una camera a flash è un rivelatore di particelle in grado di rivelare la traccia di una particella carica molto economico.
È formato da diversi tubi di vetro o di polipropilene riempiti con una miscela di gas, usualmente elio (10%) - neon (90%) allineati tra due elettrodi piani sui quali è possibile applicare un'alta tensione. Dimensioni tipiche dei tubi sono 2 metri di lunghezza e un diametro tra i 5 e i 10 millimetri.
Quando una particella carica passa all'interno di un tubo viene applicata tramite un segnale esterno (trigger) l'alta tensione tra i due elettrodi. Nel tubo interessato si forma una scarica su tutta la sua lunghezza che è visibile sotto forma di un bagliore.
Di solito la lettura avviene attraverso fotografie, ma è possibile leggere i segnali anche elettronicamente (per esempio con la tecnica Ayre-Thomson) attraverso degli elettrodi posti alle estremità dei tubi. Per avere informazioni bidimensionali si usano più strati di tubi posti perpendicolarmente tra loro. L'efficienza che si raggiunge è dell'80%, la risoluzione di qualche millimetro, a seconda delle dimensioni dei tubi.
A causa dell'alto tempo morto questi rivelatori sono usati principalmente in esperimenti con basso tasso di interazione, per esempio con i raggi cosmici.